# Ovatella microstoma
Ovatella microstoma is een slakkensoort uit de familie van de Ellobiidae. De wetenschappelijke naam van de soort is voor het eerst geldig gepubliceerd in 1845 door Küster.